# Explosió de Kollam d'abril de 2016
L'explosió de Kollam va ser una explosió catastròfica amb incendi que va ocórrer al Temple Puttingal a Paravur, Kollam, el 10 d'abril de 2016 abans de les 03:30 hora local (22:00 UTC al 9 d'abril). En conseqüència, 110 persones van morir i en van resultar ferides més de 350, incloses algunes amb cremades severes, després que anessin malament les celebracions amb focs artificials. Els informes locals culpen els petards que es van usar a la celebració de l'explosió i de l'incendi. El temple no tenia permís del govern de Kerala d'organitzar una "exhibició de focs artificials competent." Al voltant de 15,000 pelegrins eren al temple de visita en el marc de les celebracions hindús locals, en l'últim dels set dies que durava el festival de la deessa Bhadrakali.
És el segon desastre degut a focs artificials a la mateixa regió de l'Índia, després de l'explosió a la fàbrica Sivakasi, a l'estat de Tamil Nadu el setembre de 2012.

## Incendi
El primer d'ells va ser abans de les 03:00–03:30 hora local (19:30–22:00 UTC) quan una explosió va ocórrer en un amagatall de petards emmagatzemats al temple per a les properes celebracions de Vishnu (Any Nou de Kerala). L'explosió va causar col·lapse al temple, fet que va causar la major part de les morts. Fins i tot veïns as més d'un quilòmetre del temple van sentir l'explosió.

## Recuperació
L'Armada Índia va enviar una aeronau de transport Dornier Flugzeugwerke i dos helicòpters de rescat juntament amb equips mèdics de la Headquarters Soutthern Naval Command (HQSNC), a l'estació aèria de la marina índia, que es troba a Kochi. La Força d'Aire índia, l'Exèrcit i la Guàrdia de Costa també hi estaven implicats.
Algunes de les víctimes van ser dutes a la Universitat Mèdica de Thiruvananthapuram.

## Investigació
Ramesh Chennithala, el conseller d'interior de Kerala, va ordenar una investigació del cas. La policia planeja emprendre accions contra els contractistes de l'exhibició i l'administració del temple.

## Reaccions
El primer ministre de l'Índia, Narendra Modi, va escriure a Twitter que l'accident va ser "punyent i xocant més enllà de les paraules", de camí de la seva posterior visita a la zona aquella mateixa tarda, juntament amb el cap del govern de Kerala Oommen Chandy. El vicepresident del congrés Rahul Gandhi també va planejar de visitar les víctimes. El primer ministre Modi va ser rebut pel govern de Kerala, P. Sathasivam. Modi va anunciar que es destinarien ₹2 lakh (US$3,000) per als familiars de les víctimes i ₹50,000 (US$740) per als ferits greus. Ramesh Chennithala va visitar el lloc del desastre. Els partits polítics van cancel·lar els actes de campanya per a les eleccions de l'Assemblea Legislativa de Kerala en senyal de respecte. L'estat veí Karnataka va oferir enviar un equip, però es va rebutjar, ja que aparentment Kerala ja comptava amb els requeriments per fer front a la tragèdia. El cap del govern de Kerala, Oommen Chandy, va anunciar que es destinarien ₹10 lakh (US$15,000) per als familiars de les víctimes i ₹2 lakh (US$3,000) per als ferits greus. Arran del desastre, l'Autoritat de Gestió de Desastres de Kerala va decidir tornar a examinar la preparació de desastres del Thrissur Pooram.